# Carlos Alberto (Fußballspieler, 1980)
Carlos Alberto Dos Santos Gomes (* 22. Oktober 1980 in Boquim), auch einfach Carlos Alberto genannt, ist ein ehemaliger brasilianischer Fußballspieler.

## Karriere
Er spielte als Verteidiger von 2007 bis Ende 2009 für Denizlispor und absolvierte so 33 Spiele in der türkischen Süper Lig. 
Er wechselte daraufhin zu Criciúma EC nach Brasilien.